# Andreï Krasnov
Pour les articles homonymes, voir Krasnov.
Andreï Nikolaïevitch Krasnov (Андре́й Никола́евич Красно́в), né le 27 octobre (8 novembre) 1862 à Saint-Pétersbourg et mort à Batoum le 19 décembre 1914 (1er janvier 1915), est un géologue, paléobotaniste, botaniste et géographe russe, célèbre pour avoir fondé en 1880 le jardin botanique de Batoum, où il est enterré. Andreï Krasnov fut le premier docteur en géographie à recevoir ce titre en Russie, sa thèse ayant été défendue en public en 1894 à l'université de Moscou. Il participa à de nombreuses expéditions scientifiques, notamment au Tian Shan et en Amérique du Nord, ainsi qu'au Japon, en Chine, à Java, aux Indes ou à Ceylan.
Il était le petit-fils du général Ivan Krasnov, le fils du général Nikolaï Ivanovitch Krasnov et le frère du général Piotr Krasnov et de l'écrivain Platon Krasnov.

## Biographie
Krasnov est né dans une famille cultivée d'origine cosaque du Don qui baigne dans la littérature depuis plusieurs générations. Il étudie au fameux lycée N°1 de Saint-Pétersbourg puis au département de sciences naturelles de l'université de Saint-Pétersbourg, matière qu'il affectionne depuis l'enfance. En même temps il fait partie de cercles littéraires et scientifiques estudiantins (1882-1887) et de cercles de jeunes botanistes sous l'égide de la Société des naturalistes de Saint-Pétersbourg. Il y retrouve Evgueni Remezov, Vladimir Vernadski (avec qui il avait étudié au lycée), Vladimir Agueïenko, Lev Obolianinov, Anatoli Medvedev ou Nikolaï Ouchinski, dans l'atmosphère intellectuelle bouillonnante des années 1880. Ses liens avec des scientifiques tels que Vassili Dokoutchaïev, Andreï Beketov (et sa famille) ou Ivan Mouchketov l'incitent à se tourner vers la géologie et particulièrement l'histoire de la géologie. Il participe à sa première expédition botanique en 1882 dans le sud du gouvernement de Tomsk. C'est avec le professeur Dokoutchaïev qu'il se sent le plus appuyé et il l'accompagne à des expéditions géologiques dans la région de Nijni Novgorod en 1883, et ensuite dans le gouvernement de Poltava. Il étudie avec Mouchketov les régions semi-désertiques du bord de la Caspienne. En 1883, il étudie seul la flore de l'Altaï. Il n'est qu'en troisième année lorsqu'il décide de s'atteler à un travail long et difficile sur « L'Origine du tchernoziom », pour lequel il reçoit une médaille d'or en 1884. Il termine ses études en 1885 avec le grade de doctorant et se prépare à devenir professeur. L'été de cette année-là, il part dans les steppes kalmoukes du gouvernement d'Astrakhan pour une expédition géobotanique.
La Société impériale de géographie lui finance au printemps 1886 une expédition au Tian Shan central grâce à laquelle il parcourt les régions frontalières de Chine, du Yining et de Kachgarie. À son retour, il rédige sa thèse « Essai d'histoire du développement de la flore de la partie méridionale du Tian Shan occidental » qu'il défend en 1888. Il y insiste sur l'influence du climat pour la formation d'espèces végétales, en s'appuyant notamment sur l'étude du genre Atraphaxis.
Andreï Krasnov est nommé en 1889 professeur extraordinaire à la chaire de géographie physique et d'anthropogéographie fondée pour lui à l'université de Kharkov et professeur de botanique à l'institut vétérinaire de cette même ville, ce qui lui permet de poursuivre ses recherches dans le gouvernement de Poltava. Il tente de fonder un jardin botanique public à Kharkov, ouvre des cours scientifiques pour les ouvriers, donne des leçons publiques, écrit dans la presse, aussi bien sur des questions de société et de politique, que de culture. C'est ainsi qu'en 1890, Krasnov organise un cabinet de géographie à l'université de Kharkov avec un cercle d'étudiants. Il fonde également un département de géographie au musée de la ville et un jardin botanique à l'institut vétérinaire, en 1906 qui inspire celui de Batoum.
Il dirige une expédition avec des étudiants en Svanétie en 1890. L'automne de cette même année, il se rend en Amérique du Nord. Il part de New York vers l'Utah et retourne par le Nouveau-Mexique. L'année suivante, il parcourt la région de Poltava et le sud-ouest du Caucase autour de Lankaran. C'est au printemps 1892 qu'il voyage aux confins de l'Asie : Sakhaline - Japon - Chine - Java - Indes - Ceylan. Il reprend ses cours en 1893 à Kharkov en les renouvelant.
Une partie de ses collections est confiée au jardin botanique impérial de Saint-Pétersbourg, une autre à l'université de Saint-Pétersbourg. En 1894 il défend publiquement sa thèse de doctorat à l'université de Moscou qui porte sur « Les steppes herbeuses de l'hémisphère nord ». Cette thèse rencontre un grand écho. C'est le premier docteur de géographie de Russie. Il est nommé ensuite professeur ordinaire de l'université de Kharkov à la chaire de géographie.
En 1895, le Ministère de la Cour lui commande une expédition au centre des Indes, à Ceylan, au Japon et en Chine, pour y étudier la culture du thé dans le but de son acclimatation dans la région de Batoum au bord de la mer Noire.
Le professeur Krasnov fait paraître en 1910 ses cours de géographie physique où il insiste sur la description de nombreux territoires et de leur histoire géologique et géographique. Il relie la phytogéographie avec la classification des climats de Köppen, décrit les différentes zones du globe terrestre en fonction de leur végétation. Il distingue dix zones et cinq régions géologiques, démontrant l'influence de la nature environnementale sur la végétation. Il répertorie les paysages en fonction de leur relief, de leur géologie, du climat et de l'action des vents, ce qui implique aussi leur transformation par l'homme, avec une influence sur le monde végétal et animal. Il étudie cela avant même que le professeur Dokoutchaïev n'élabore sa loi de la zonalité du monde terrestre. Celui-ci et Krasnov, en dignes successeurs de Humboldt et de Ritter, poussent plus loin leurs observations qu'ils mettent en pratique et ne laissent pas au domaine de la théorie.
Malade, le professeur Krasnov prend sa retraite en 1912. Il se consacre à son jardin botanique de Batoum qu'il ouvre au public en 1912. Il y est enterré.

## Hommages
- (Apiaceae) Krasnovia Popov ex Schischk.[7]; Ce pour quoi le professeur Chichkine écrit: « Genus in memoriam Viri beati celeberrimi, investigatoris famosi florae Tian-schanicae et Caucasicae, Javanicae et Japonicae, multarumque aliarum; fundatoris Horti magnifici subtropicalis Batumensis; Magistri nostri in naturae investigandis, Professoris A. N. Krasnov cum maxima pietate dedicavimus. »

Un volcan éteint de l'ouest de l'île de Sakhaline a été nommé en sa mémoire.

## Publications (sélection)
- Опыт истории развития флоры южной части Восточного Тянь-Шаня [Essai d'histoire du développement de la flore de la partie méridionale du Tian Shan occidental] // Зап. Рус. геогр. об-ва. — 1888. — Tome 19. — pp. 1–413. — doctorat de troisième cycle (магистерская диссертация).
- Рельеф, растительность и почвы Харьковской губернии [Relief, végétation et sols du gouvernement de Kharkov]. — Kharkov, 1893.
- Из поездки на Дальний Восток Азии: Заметки о растительности Явы, Японии и Сахалина [Voyages en Extrême-Orient: notes sur la végétation de Java, du Japon et de Sakhaline] // Землеведение. — 1894. — Tome 1, livre 2. — pp. 59–88. Tome 1, livre 3. — pp. 7–30.
- Травяные степи Северного полушария [Les Steppes herbeuses de l'hémisphère nord] // Изв. Об-ва любителей естествознания, антропологии и этнографии. — 1894. — В. 7. — Т. 81 : Труды географического отделения. — pp. 1–294. (thèse de doctorat)
- Под тропиками [Sous les tropiques] // Книжки недели. — Saint-Pétersbourg, 1894, janvier, mars, avril, mai.
- Черты тропической растительности Зондского архипелага по наблюдениям на острове Ява [Description de la végétation tropicale des Sondes en allant vers Java] [ // Зап. Харьк. ун-та. — 1894. — Tome 1.
- Из путевых впечатлений под тропиками [Impressions sur les tropiques] // in: Ист. вестник. [Le Messager naturaliste] — 1895. — В. 1.
- Русские тропики [Les Tropiques russes] // in: Ист. вестник. — 1895. — В. 2.
- Основы землеведения. [Géographie fondamentale] — Kharkov: Тип. Зильберберга [Typographie Silberberg], 1895. — 164 pages 
  - Tome 1 : История картографии, форма Земли, распределение суши и её строение
  - Tome 2 : Атмосфера, её действие на сушу и море, климаты суши и явления на море, ею создаваемые. — Typogr. А. Darré, 1895. — 138 pages.
  - Tome 3 : Формы поверхности суши и деятели, их создаваемые. — Typogr. А. Darré, 1897. — 232 pages.
  - Tome 4, première partie : География растений. Законы распределения растений и описание растительности земного шара. — typogr. А. Darré, 1899. — 499 pages.
- По островам Дальнего Востока: Путевые очерки. [À propos des îles d'Extrême-Orient] — Saint-Pétersbourg, 1895.
- Чайные округи субтропических областей Азии. Культурно-географические очерки Дальнего Востока. [Les Régions asiatiques subtropicales de culture du thé] — Saint-Pétersbourg, 1897—1898.
- Из колыбели цивилизации. Письма из кругосветного путешествия. [Des hésitations de la civilisation] — Saint-Pétersbourg, 1898.
- Курс землеведения. [Cours de géographie] — Saint-Pétersbourg.: Typogr. Trenke et Fusno, 1909. — XVI, 989 pages.
- История русской флоры [Histoire de la flore russe] // Естествознание и география. — 1909. — Т. 14. — pp. 20–32.
- Начатки третичной флоры юга России // Тр. Об-ва испытателей природы при Императорском Харьковском университете. — Kharkov: Тип. «Печатник», 1910 (1911). — Т. XLIV. — pp. 148–253.
- Южная Колхида [La Colchide méridionale]. — Pétrograd: éd. P. P. Soïkina, 1915. — 40 pages. — (Знание для всех). — p. 36 reproduction et carte du Caucase méridional
- Под тропиками Азии [Sous les tropiques asiatiques]. — Moscou: Гос. изд-во геогр. лит., 1956. — 262 pages.
- У подножия Гималаев: Индо-Гангская равнина; Деканское плоскогорье [Aux contreforts de l'Himalaya...] // in: Хрестоматия по физической географии зарубежных стран. — Moscou, 1960